# Distrito electoral de Manchester (Illinois)
Manchester (en inglés: Manchester Precinct) es un distrito electoral ubicado en el condado de Scott en el estado estadounidense de Illinois. En el Censo de 2010 tenía una población de 624 habitantes y una densidad poblacional de 6,92 personas por km².

## Geografía
Según la Oficina del Censo de los Estados Unidos, Manchester tiene una superficie total de 90.13 km², de la cual 90.09 km² corresponden a tierra firme y (0.03%) 0.03 km² es agua.

## Demografía
Según el censo de 2010, había 624 personas residiendo en Mánchester. La densidad de población era de 6,92 hab./km². De los 624 habitantes, Manchester estaba compuesto por el 99.2% blancos, el 0% eran afroamericanos, el 0% eran amerindios, el 0.32% eran asiáticos, el 0% eran isleños del Pacífico, el 0% eran de otras razas y el 0.48% pertenecían a dos o más razas. Del total de la población el 0.48% eran hispanos o latinos de cualquier raza.